# Craterocephalus pimatuae
Craterocephalus pimatuae é uma espécie de peixe da família Atherinidae.
É endémica da Papua-Nova Guiné.